# Rue Zadkine
La rue Zadkine est une voie située dans le quartier de la Gare dans le 13e arrondissement de Paris.

## Situation et accès

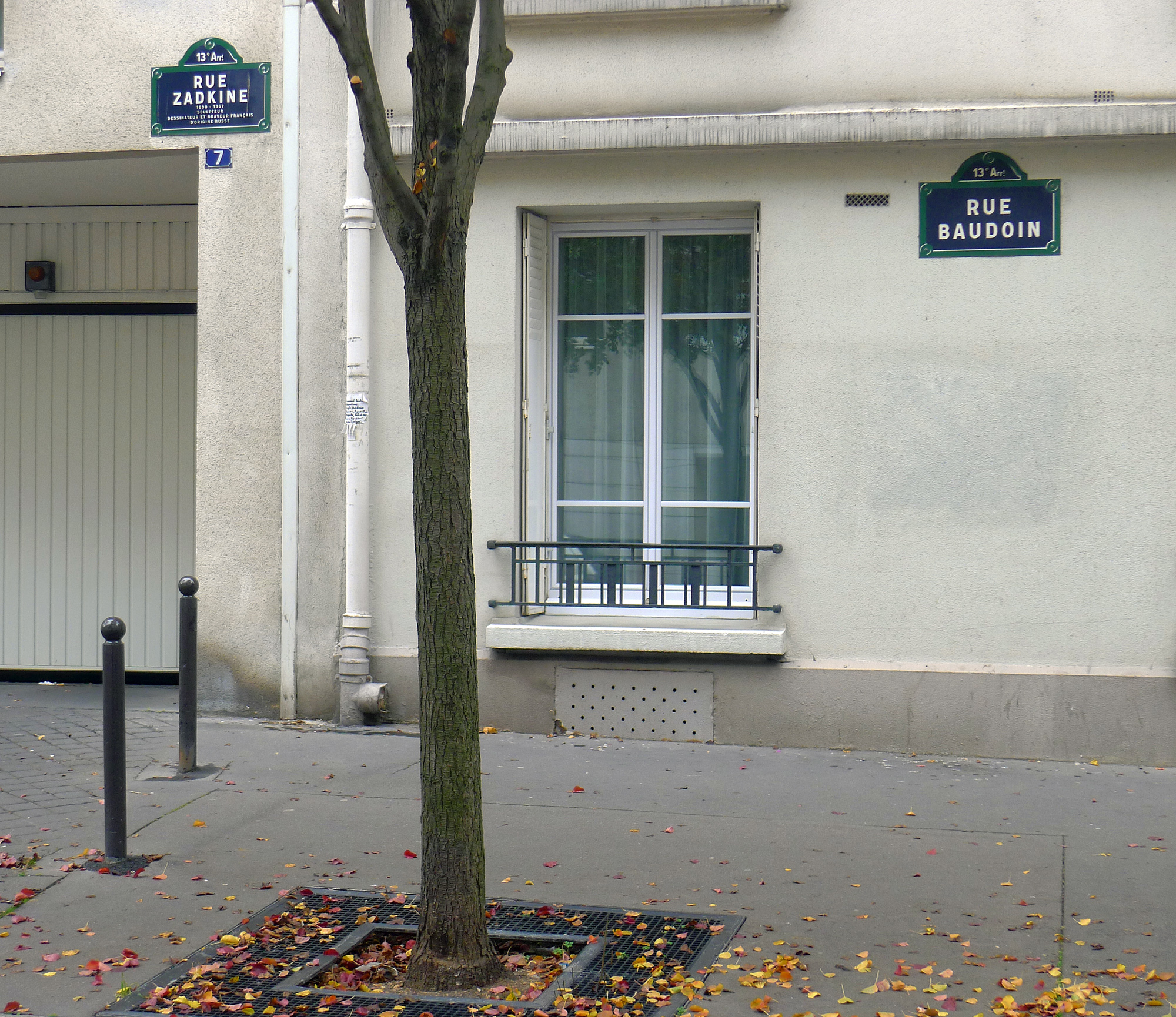
Deux plaques sur la même voie.

Cette rue présente la particularité de se terminer non pas à une intersection avec une autre voie, mais en milieu de voie ; elle est prolongée par une branche de la rue Baudoin.

## Origine du nom
Elle rend hommage au sculpteur, dessinateur et graveur français d'origine russe, Ossip Zadkine (1890-1967), qui a vécu la majeure partie de sa vie à Paris.

## Historique

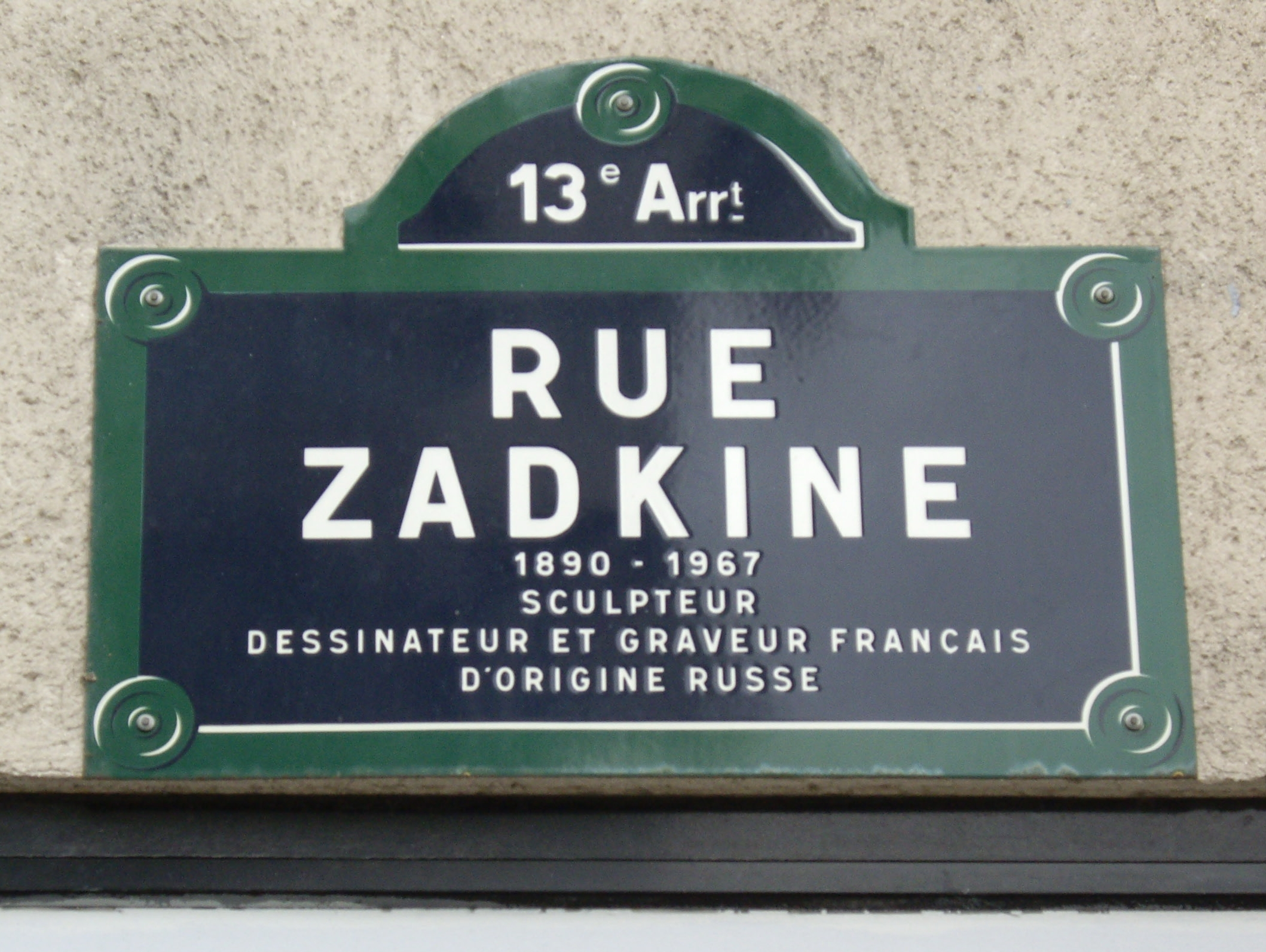
Plaque de la rue.

La voie est créée dans le cadre de l'aménagement de la ZAC Paris-Rive-Gauche, au début des années 1990, sous le nom provisoire de « voie CE/13 » et prend sa dénomination actuelle le 14 janvier 1994. 